# Harold Caballeros
Harold Caballeros (sinh ngày 20 tháng 6 năm 1956) là một luật sư, doanh nhân, chính trị gia và tham gia vào các học viện Guatemala. Hiện Ông đang là Tổng thư ký của Visión con Valores party, VIVA Lưu trữ ngày 25 tháng 10 năm 2010 tại Wayback Machine và là giám đốc của trường Đại học San Pablo de Guatemala (USPG). Ông đã đưa ra một số bài giảng đến hơn 45 quốc gia ở châu Mỹ Latinh, châu Âu và châu Á.